# Namosh

Namosh bei einem Stuttgarter Auftritt im Herbst 2004

Namosh, auch Erkan Arslan, Namosh E. Arslan oder Namosh Erkan Arslan, (* 8. Mai 1981 in Bietigheim-Bissingen) ist ein deutscher Musiker, Sänger, Performance-Künstler, Schauspieler und DJ kurdischer Abstammung.

## Leben und Wirken
Namosh lebt seit 1999 in Berlin, produziert seine Musik selbst und tritt seit 2003 in variierten Konstellationen in unterschiedlichsten Veranstaltungsorten auf, überwiegend solo. Seinen Körper setzt Namosh bei seinen Konzerten als Medium ein und formt ihn wie einen Gegenstand. Der Musiker transformiert Klänge in Bewegungen oder, umgekehrt, formt er Klänge, die auf Bewegungen basieren. „Der Rhythmus dabei ist funk-esque, seine Beats meist elektronisch produziert. Manchmal sind die Stücke wiederum sanft und breitflächig.“
Namosh ist für seine exzentrischen und wilden Live-Performances bekannt und so gefragt, dass er es in einem Jahr auf über 100 Konzerte gebracht hat. Der digitale Jugendkanal Puls des Bayerischen Rundfunks bezeichnete ihn wegen seiner Live-Darbietung als „Tänzer, Gummimensch, Akrobat, Musiker und Sänger in einem“ und von ARTE wurde Namosh wegen seiner Auftritte als das „hyperaktive Enfant Terrible“ beschrieben.
Namoshs Dynamik bei seinen Auftritten spiegelte sich 2004 in seinem Debütalbum mit dem Titel Namosh wider. Dieses wurde von dem Label Pale Music nur auf Vinyl veröffentlicht. Der Erfolg seines ersten Albums ermöglichte Namosh eine Club-Tour von Sibirien durch England nach Spanien. 2005 erschien seine Maxisingle Cold Cream. Das gleichnamige Lied bezeichnete Björk im englischsprachigen Q Magazin als ihren Lieblingssong 2005.
Die Schauspieler Daniel Steiner und Nic Romm drehten ein Musikvideo zu Cold Cream.
2006 erschien dann Namoshs erstes reguläres Album Moccatongue auf dem Label Bungalow Records. Das Album besteht aus „kontrastierenden, kaffeinisierten Stimmungen und Emotionen: mal leichtgängig und flexibel, dann wieder sperrig und gesättigt.“ Einige Songs der ersten EP Namosh wurden abermals aufgenommen und neu interpretiert.
Seit 2006 arbeitete Namosh an zwei gegensätzlichen Alben, „die jeweils den Herz- und Tanzmuskel beanspruchen.“ Das Album Keep It for Later wurde von dem Label Crippled Dick Hot Wax 2009 in limitierter Auflage veröffentlicht. „Das Album ist insgesamt sanfter gehalten als sein Vorgänger“, schreibt das Label. Nach dem ruhigen Album Keep It for Later soll nun das „schnelle, kräftige Gegenstück“ folgen.
Neben seiner eigenen Musik ist Namosh auch als DJ tätig und arbeitet in unterschiedlichen Funktionen mit diversen Künstlern und Musikern wie Wolfgang Müller, Angie Reed, Peter Thomas und Le Hammond Inferno zusammen. Zudem folgten Arbeiten als Schauspieler. In dem Kindertheaterstück Kleider machen Leute nach Gottfried Keller, das 2012 am Berliner Theater an der Parkaue uraufgeführt und von dem Künstlerduo norton.commander.productions inszeniert und geschrieben wurde, spielte Namosh die Figur des Wenzel Strapinski.  Für seine Darstellung lobten ihn Der Tagesspiegel und die Berliner Zeitung.
Am 30. März 2018 erschien Namoshs Album Music Muscle. Dieses wurde vom Musiklabel Weltgast als CD, LP und Download veröffentlicht. Das Label veröffentlichte am 13. Juni 2022 auch sein neues Album Party Alone, u. a. über Apple Music, als Download.

## Diskografie (Auswahl)

### Musik
- 2003: Picked Up Floozy (CD, Album Kompilation Berlin Insane; Pale Music International)
- 2004: Namosh (LP, Album, Pale Music International)
- 2005: Cold Cream (12″, Bungalow Records)
- 2005: Messed Up – Namosh & Angie Reed (12″; Metrohead Music)
- 2005: The Pulse (12″; Bungalow Records)
- 2005: 25 Jahre Geniale Dilletanten – Wolfgang Müller & Namosh / Frieder Butzmann (7″; Crippled Dick Hot Wax)
- 2006: Dear Diary feat. Hisako / Fine! (Adam Sky Remix) (7″, Single, Limited Edition; Bungalow Records)
- 2006: Moccatongue (CD, Do-LP, Album, Enh; Bungalow Records/Rough Trade Records/PIAS)
- 2007: Schocko & Co (Limited Book-CD; Hybriden Verlag/Mimas Atlas)
- 2009: Keep It for Later (CD, Album; Crippled Dick Hot Wax)
- 2011: Keep It for Later (MP3/WAV, Beitrag auf der Kompilation Jerk Off; Zingy)
- 2018: Music Muscle (CD, LP, MP3/WAV, Album, Weltgast)
- 2020: Music Muscle - The Rework (MP3/WAV, Album, Weltgast)
- 2021: Moccatongue - The Reroll (MP3/WAV, Album, Weltgast)
- 2022: Party Alone (MP3/WAV, Album, Weltgast)

### Produktion
- 2004: Namosh (LP; Pale Music International)
- 2006: Moccatongue (CD, Album; Enh, Bungalow Records/Rough Trade Records/PIAS)
- 2008: Mit – Coda (CD, Album; Haute Areal)
- 2009: Keep It for Later (CD, Album; Crippled Dick Hot Wax)
- 2018: Music Muscle (CD, LP, MP3/WAV, Album, Weltgast)
- 2020: Music Muscle - The Rework (MP3/WAV, Album, Weltgast)
- 2021: Moccatongue - The Reroll (MP3/WAV, Album, Weltgast)

### Sonstiges
- 2005: Angie Reed – Hustle a Hustler (12″ oder CD; Chicks On Speed Records) – Hustle a Hustler (Namosh Remix)
- 2009: Jessie Evans – Is It Fire? (LP oder CD; Fantomette Records) – Autor, Bass, Keyboards bei Black Sand und Chorgesang bei To the Sun
- 2012: Wolfgang Müller – Séance Vocibus Avium" & "Wísk Niwáhsen Wísk Nikahseriiè: Take Kanien’Kéha Wa’Katéweienste Oder Learning Mohawk in Fifty-five Minutes (Doppel-CD; Intermedium Records) – Vogelstimme bei Coturnix Novae-Zelandiae
- 2013: Die Tödliche Doris – Stopp (der Information) – Unvollendete Version 1983 (12″, Squoodge Records) – Produktion und Mix

## Weitere künstlerische Arbeiten
- 2012: Darsteller in dem Theaterstück Kleider machen Leute am Theater an der Parkaue